# Abre-te, sésamo

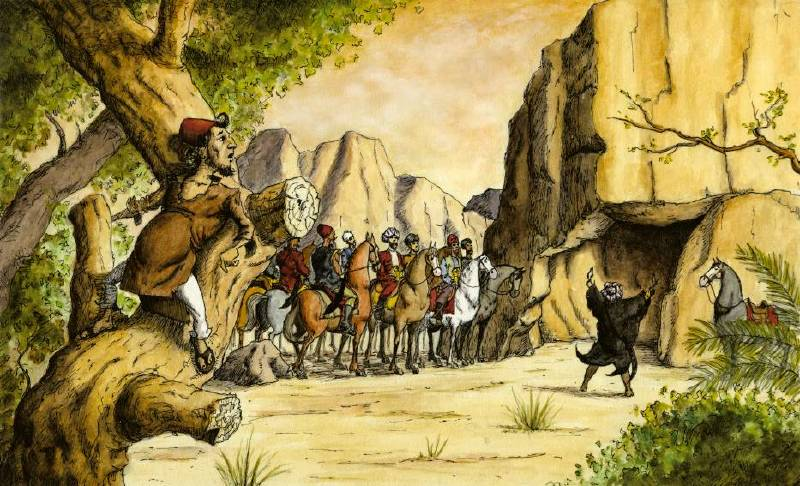
Ali Babá ouvindo um dos ladrões dizendo "abre-te, sésamo"

"Abre-te, sésamo" (em francês:  Sésame, ouvre-toi; em árabe: افتح يا سمسم) é uma expressão mágica da história de "Ali Babá e os Quarenta Ladrões" na versão de Antoine Galland de As Mil e Uma Noites. Abre a boca de uma caverna na qual quarenta ladrões esconderam um tesouro. A frase deriva da planta gergelim (sésamo).

## Documentação
A frase aparece pela primeira vez em Les Mille et une nuits, de Antoine Galland (1704–1717), como sésame, ouvre-toi. Na história, Ali Babá ouve um dos quarenta ladrões dizendo "abre-te, sésamo". Mais tarde, seu irmão não consegue se lembrar da frase e a confunde com os nomes de outros grãos que não sésamo, ficando presos na caverna mágica.[carece de fontes?]

## Classificação
O "abre-te, sésamo" foi classificado por Stith Thompson como elemento de motivo D1552.2, "Montanha abre devido a uma expressão mágica".

## Origem
As sementes de gergelim crescem em uma vagem que se abre quando atinge a maturidade e a frase possivelmente alude ao desbloqueio de tesouros embora não seja certo que a palavra "sésamo" realmente se refira à planta ou semente de gergelim.
Outras teorias incluem:
- Sésamo é uma reduplicação do hebraico šem 'nome', i.e. Deus ou uma palavra cabalística representando o talmúdico šem-šamáįm ("shem-shamayim"), 'nome celestial'.[7]
- O gergelim está ligado às práticas mágicas da Babilônia, que usavam óleo de gergelim.[8]